# Rohde Verkehrsbetriebe

Früheres der Logo Rohde Verkehrsbetriebe bis 2015

Die Rohde Verkehrsbetriebe GmbH (RVB) war ein Omnibus-Verkehrsunternehmen in Schleswig-Holstein. Sie war ein Tochterunternehmen der Transdev GmbH und gehörte innerhalb des Konzerns zum Geschäftsfeld Bus Bereich Nordost. Die Rohde Verkehrsbetriebe GmbH betrieb im Auftrag des jeweiligen ÖPNV-Aufgabenträgers Regionalbusverkehr. Der Hauptsitz des Unternehmens lag in Husum.

## Geschichte
Am 1. Januar 2006 übernahm die Nord-Ostsee-Bahn GmbH die Rohde Verkehrsbetriebe GmbH. Diese betrieben Omnibuslinien im Kreis Nordfriesland (Mitte) und Ostholstein (Nord). Weiterhin betreibt Rohde die Rufbus-Zonen in den Gebieten Bredstedt, Joldelund und Langenhorn im Zentrum von Nordfriesland.
Vom 23. August 2010 bis zum 31. Juli 2020 betrieb die Rohde Verkehrsbetriebe GmbH den Linienverkehr im Linienbündel Nord des Kreises Ostholstein.
Vom 9. Dezember 2012 bis zum 12. Dezember 2021 betrieb die Rohde Verkehrsbetriebe GmbH den Stadtbusverkehr in Bad Segeberg.
Vom 1. Januar 2019 bis zum 18. Dezember 2020 betrieb die Rohde Verkehrsbetriebe GmbH den Linienverkehr im Teilnetz West des Kreises Schleswig-Flensburg.
Die Rohde Verkehrsbetriebe GmbH betreibt seit dem 1. August 2019 den Linienverkehr im Linienbündel Mitte des Kreises Nordfriesland. Am 11. Dezember 2022 erhielten die Linien im Zuge des Fahrplanwechsels dreistellige Liniennummern.
Am 1. Januar 2023 übernahm die Rohde Verkehrsbetriebe GmbH den Linienverkehr im Linienbündel Nord des Kreises Ostholstein.
Im Februar 2025 wurde die Rohde Verkehrsbetriebe GmbH mit der Norddeutsche Verkehrsbetriebe GmbH verschmolzen.

## Schwestergesellschaft
- Norddeutsche Verkehrsbetriebe GmbH

## Fuhrpark
Bis zur Übernahme des Regionalbusverkehrs durch die Schwestergesellschaft Norddeutsche Verkehrsbetriebe GmbH wurden folgende Bustypen eingesetzt:
- Iveco Crossway LE City 12M Hybrid (Low-Entry-Hybridbus)
- Iveco Crossway LE City 12M (Low-Entry-Bus)
- Mercedes-Benz Citaro C2G (Gelenkbus)
- Mercedes-Benz Citaro C2 Hybrid (Solobus)
- MAN Lion’s City A20 Ü (Regionalbus)
- MAN Lion’s City A21 (Solobus)
- MAN Lion’s City A37 (Solobus)
- MAN Lion’s City A47 (Midibus)
- MAN Lion’s City 12C EfficientHybrid (Solo-Hybridbus)
- MAN Lion’s City 18C EfficientHybrid (Gelenk-Hybridbus)
- MAN Lion’s Intercity LE 33C EfficientHybrid (Low-Entry-Hybridbus)

Im Betrieb des „Lüttbusses“ im Raum „Mittleres Nordfriesland“ wurden folgende Fahrzeugtypen eingesetzt:
- Mercedes-Benz Vito
- Mercedes-Benz eVito

## Galerie

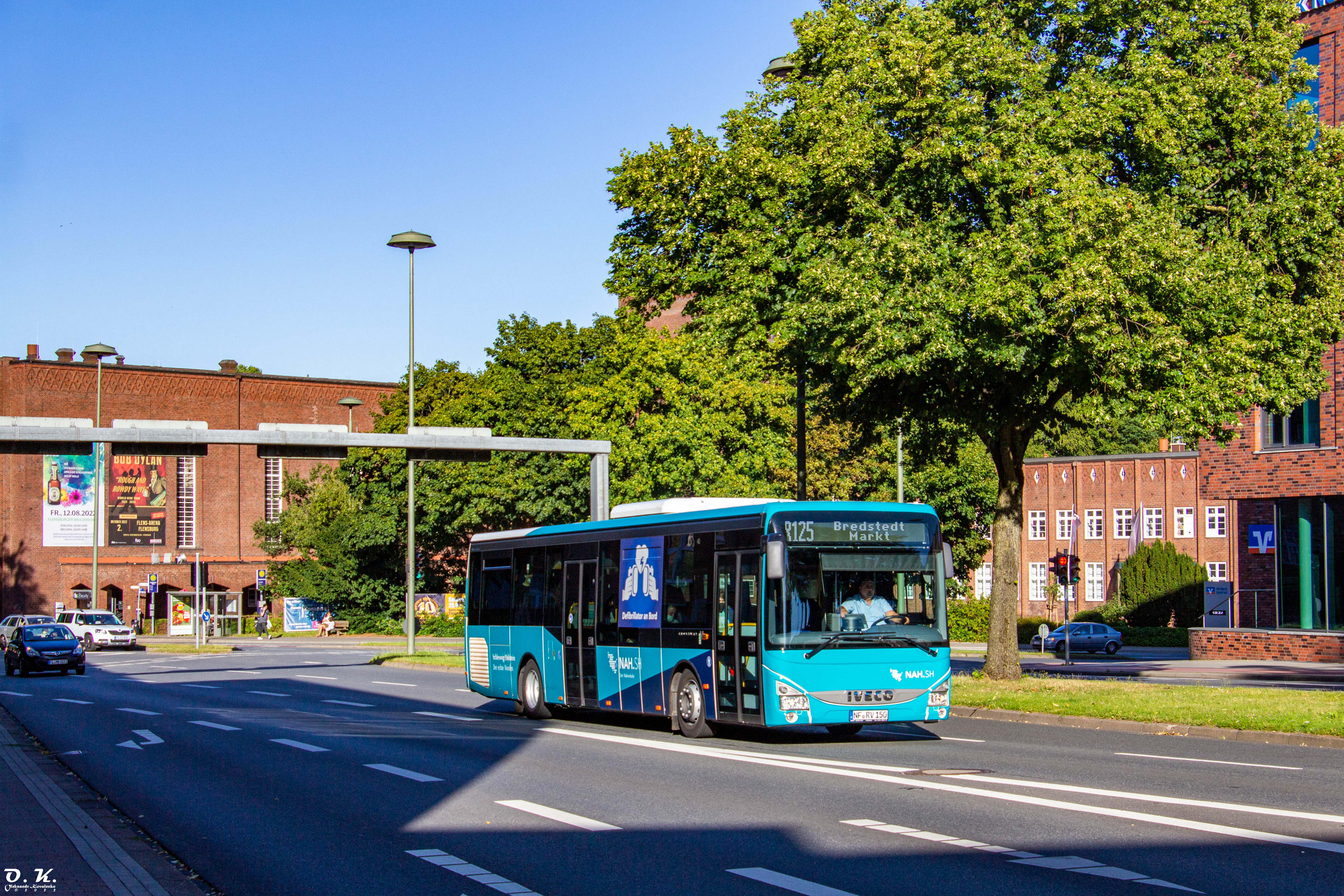
Iveco Crossway LE (NF-RV 150)
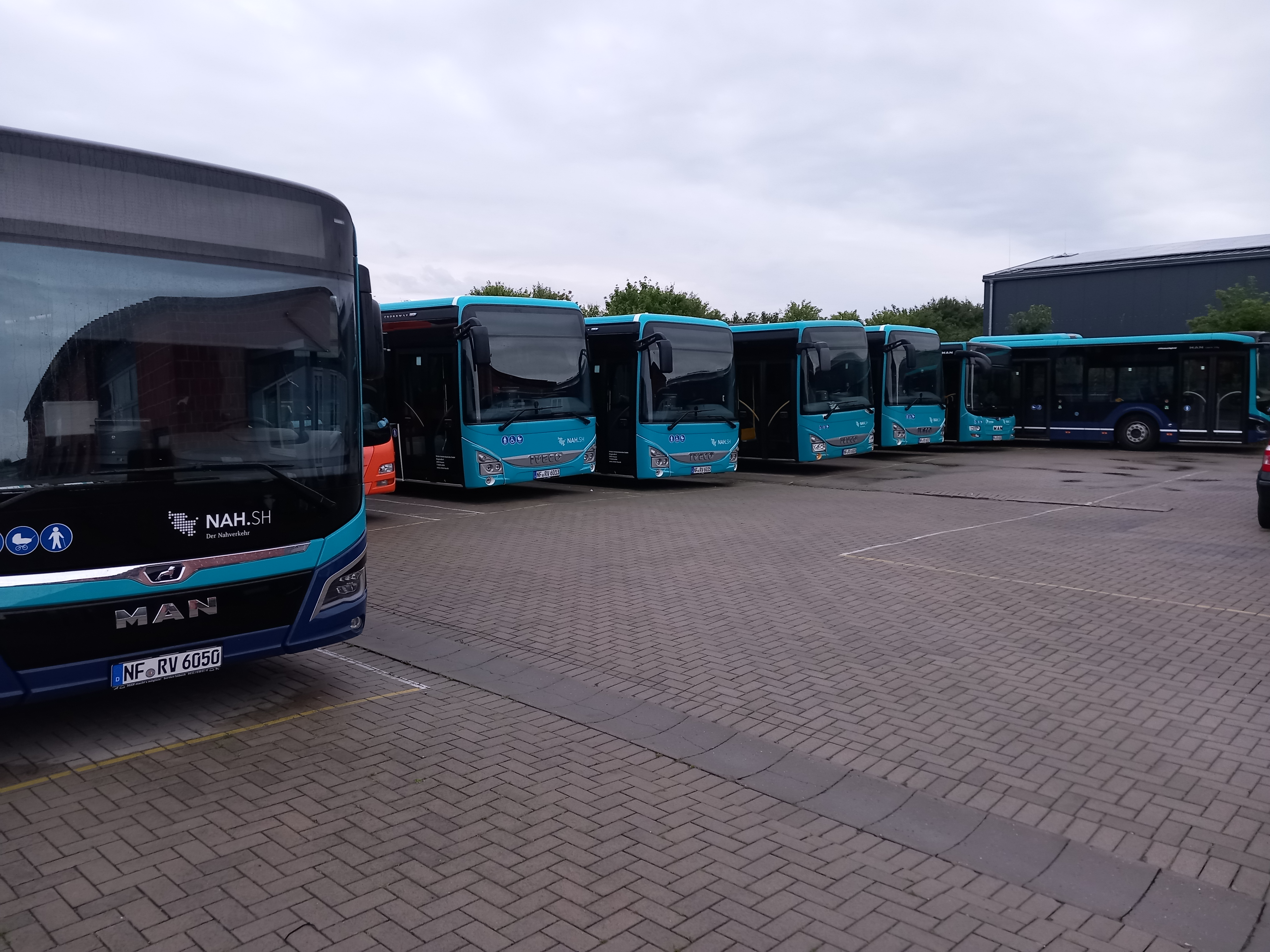
Betriebshof Burg auf Fehmarn
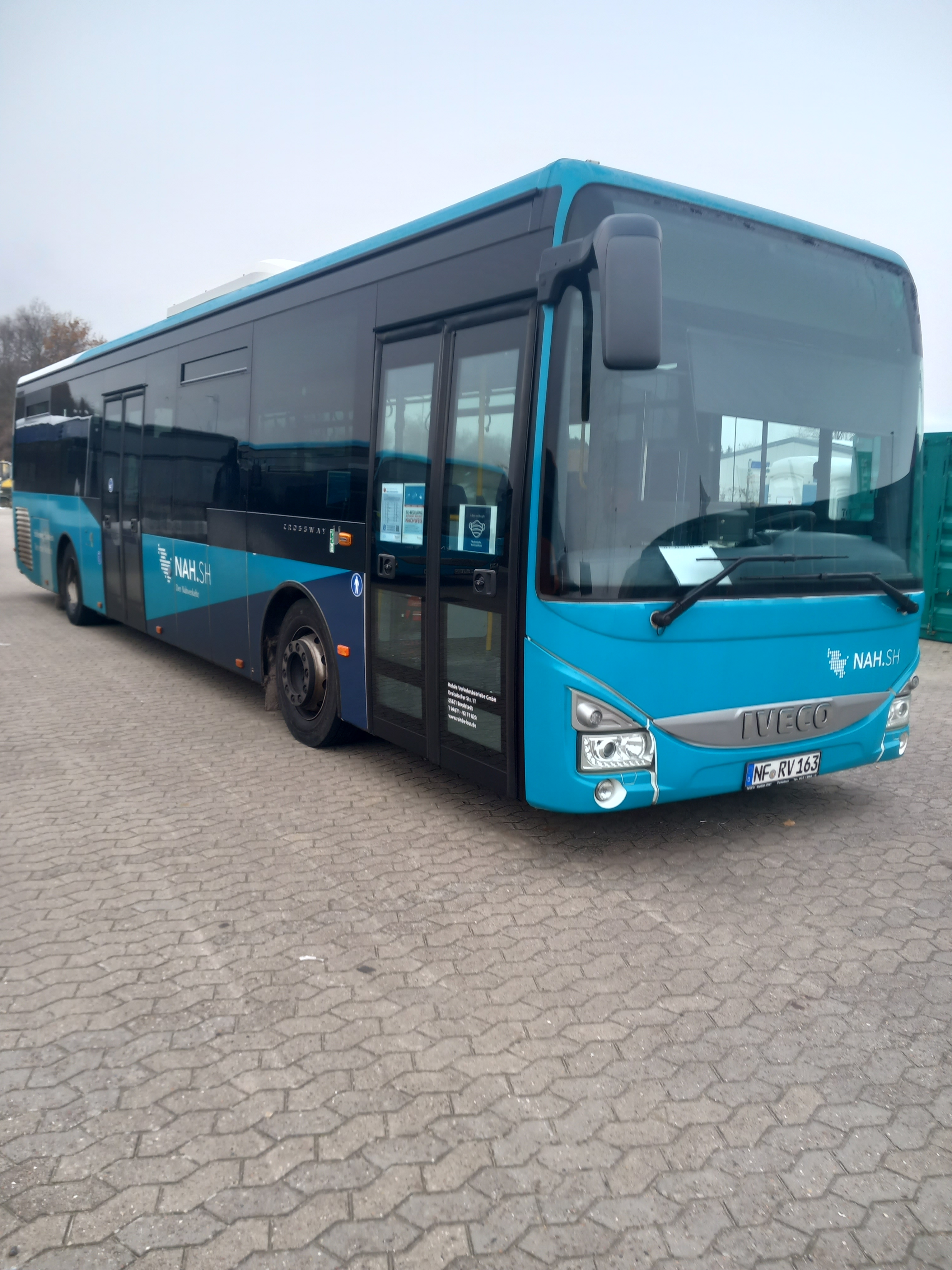
Iveco Crossway LE auf dem Betriebshof Oldenburg in Holstein
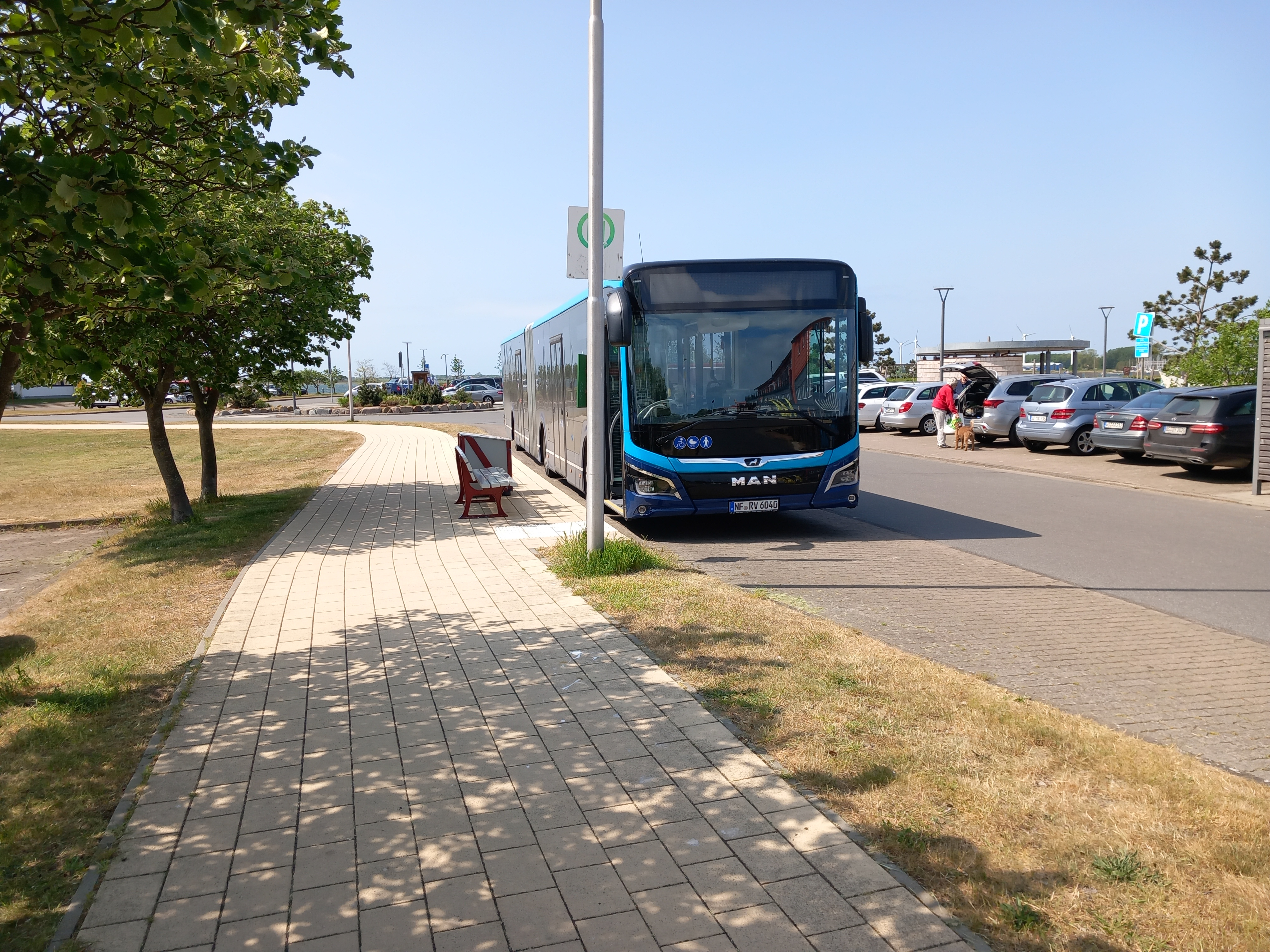
MAN Lion’s City 18C EfficientHybrid